# جيزيلا البرغونية
جيزيلا البرغونية (955 - 21 يوليو 1007)؛ هي عضو في عائلة فلف الملكية، أصبحت دوقة بافاريا منذ حوالي 972 حتى 976 ومرة أخرى منذ 985 حتى 995 وذلك بزواجها من الدوق هاينريش المشاكس، وفضلاً عن ذلك هي والدة الإمبراطور هاينريش الثاني.

## السيرة الذاتية
كانت جيزيلا الابنة الكبرى للملك برغونة كونراد الأول (حوالي 925 - 993)؛ ويفترض أنها كانت ابنته بزواجه الأول من أديلايد دو بيليه، كان والدها شقيق الإمبراطورة أديلايد، وبعد وفاة والدتها تزوج الملك كونراد من ماتيلدا ابنة لويس الرابع ملك الفرنجة الغربية، كان من بين أشقائها غير الأشقاء رودولف الثالث خليفة والده وبيرتا التي تزوجت من روبرت الثاني ملك فرنسا عام 996.
حكم والده بعض اتحاد الأراضي في برغونة منذ عام 937 وبعد أن قام بدحر المطالب هيو ملك إيطاليا، وقف الملك الصغير إلى جانب أوتو الأول ملك الفرنجة الشرقية آنذاك، مما أدى إلى إفساد خطط هيو، وفي عام 951 تزوج أوتو من شقيقة كونراد القديسة أديلايد البرغونية وأرملة لوثير الثاني ملك إيطاليا نجل هيو.
ومع حوالي عام 965 أصبحت جيزيلا مخطوبة من هاينريش المشاكس ابن شقيق أوتو والذي كان يحكم الأراضي البافارية، تزوج الزوجان قبل عام 972، توفي الإمبراطور أوتو الأول عام 973 وخلفه ابنه أوتو الثاني كان الشاب في العمر 18 عامًا أن يتصدى للعلاقات البرغونية-البافارية التي شكلت كتلة سلطة كبيرة في المناطق الجنوبية من مملكته.
ثار زوج جيزيلا على الفور، وعند وفاة صهر هاينريش الدوق بورشار الثالث دوق شوابيا عام 973 تخطى الإمبراطور أوتو الثاني ادعاءاته وأعطى الدوقية لابن أخيه أوتو والذي كان مقرب منه، وبعد عدة سنوات من القتال المرير تم ألقى القبض على الدوق هاينريش واحتجازه في القصر الإمبراطوري بـ إنجلهايم، ومع ذلك تمكن من الفرار، وفي عام 976 تم خلعه رسمياً من منصب كدوق بافاريا، ومرة أخرى تم احتجازه عند الأسقف فولكمار في أوتريخت بعد ذلك بعامين، لجأت جيزيلا مع ابنها الصغير هاينريش الثاني إلى المطران إبراهام من فريسينج أثناء احتجاز زوجها وأقامت في مرسبورغ، ومن هناك تلقى ابنها الأمور الدينية.
لم يُطلق سراح هاينريش إلا بعد وفاة الإمبراطور في عام 983، وحاول مرة أخرى انتزاع التاج من خليفته القاصر أوتو الثالث، ولكن بتدخل من الأرملة الإمبراطورة ثيوفانو وحماتها أديلايد عمة جيزيلا، استلم أخيرًا عام 985 دوقيته.

## الذرية
أنجبت جيزيلا ثلاثة أطفال:
- هاينريش الرابع دوق بافاريا (973-1024)؛[3] خليفة والده منذ عام 995، حقق طموحات والده عندما تم انتخب ملك الرومان (كـ هاينريش الثاني) في عام 1002 وتوج إمبراطورًا رومانيًا مقدسًا في عام 1014، ليس لديه أبناء.
- برونو (توفي عام 1029)؛ أسقف أوغسبورغ منذ عام 1006.
- جيزيلا (985-1060)؛ تزوجت من إسطفان الأول ملك المجر، لهم أبناء.